# Identités vectorielles
Dans cet article, on note {\displaystyle \times } pour le produit vectoriel et · pour le produit scalaire.
Les identités suivantes peuvent être utiles en analyse vectorielle.
- {\displaystyle \mathbf {a} \cdot (\mathbf {b} \times \mathbf {c} )=\mathbf {b} \cdot (\mathbf {c} \times \mathbf {a} )=\mathbf {c} \cdot (\mathbf {a} \times \mathbf {b} )}
- {\displaystyle \mathbf {a} \times (\mathbf {b} \times \mathbf {c} )=(\mathbf {c} \times \mathbf {b} )\times \mathbf {a} =\mathbf {b} (\mathbf {a} \cdot \mathbf {c} )-\mathbf {c} (\mathbf {a} \cdot \mathbf {b} )}
- {\displaystyle (\mathbf {a} \times \mathbf {b} )\cdot (\mathbf {c} \times \mathbf {d} )=(\mathbf {a} \cdot \mathbf {c} )(\mathbf {b} \cdot \mathbf {d} )-(\mathbf {a} \cdot \mathbf {d} )(\mathbf {b} \cdot \mathbf {c} )} (Identité de Binet-Cauchy)
- {\displaystyle \nabla \times (\nabla \psi )=\mathbf {0} }
- {\displaystyle \nabla \cdot (\nabla \times \mathbf {V} )=0}
- {\displaystyle \nabla \times (\nabla \times \mathbf {V} )=\nabla (\nabla \cdot \mathbf {V} )-\nabla ^{2}\mathbf {V} }
- {\displaystyle \nabla (\psi \phi )=(\nabla \psi )\phi +(\nabla \phi )\psi }
- {\displaystyle \nabla \cdot (\psi \mathbf {V} )=(\nabla \psi )\cdot \mathbf {V} +(\nabla \cdot \mathbf {V} )\psi }
- {\displaystyle \nabla \times (\psi \mathbf {V} )=(\nabla \psi )\times \mathbf {V} +(\nabla \times \mathbf {V} )\psi }
- {\displaystyle \nabla (\mathbf {A} \cdot \mathbf {B} )=(\mathbf {A} \cdot \nabla )\mathbf {B} +(\mathbf {B} \cdot \nabla )\mathbf {A} +\mathbf {A} \times (\nabla \times \mathbf {B} )+\mathbf {B} \times (\nabla \times \mathbf {A} )}
- {\displaystyle \nabla \cdot (\mathbf {A} \times \mathbf {B} )=(\nabla \times \mathbf {A} )\cdot \mathbf {B} -\mathbf {A} \cdot (\nabla \times \mathbf {B} )}
- {\displaystyle \nabla \times (\mathbf {A} \times \mathbf {B} )=(\nabla \cdot \mathbf {B} )\mathbf {A} -(\nabla \cdot \mathbf {A} )\mathbf {B} +(\mathbf {B} \cdot \nabla )\mathbf {A} -(\mathbf {A} \cdot \nabla )\mathbf {B} }
- {\displaystyle \nabla \times (\mathbf {A} \times \mathbf {B} )=\mathbf {A} \times (\nabla \times \mathbf {B} )-(\mathbf {A} \times \nabla )\times \mathbf {B} -(\mathbf {B} \times (\nabla \times \mathbf {A} )+(\mathbf {\mathbf {B} } \times \nabla )\times \mathbf {A} )}[réf. nécessaire]
- {\displaystyle (\mathbf {A} \cdot \nabla )\mathbf {B} -(\mathbf {A} \times \nabla )\times \mathbf {B} =(\nabla \cdot \mathbf {B} )\mathbf {A} -\mathbf {A} \times (\nabla \times \mathbf {B} )}
- {\displaystyle \nabla (\mathbf {V} ^{2}/2)=(\mathbf {V} \cdot \mathbf {\nabla } )\mathbf {V} +\mathbf {V} \times (\nabla \times \mathbf {V} )}
- {\displaystyle \nabla (\mathbf {V} ^{2}/2)=(\nabla \cdot \mathbf {V} )\mathbf {V} +(\mathbf {V} \times \nabla )\times \mathbf {V} }

## Identités vectorielles générales
Dans cette section, a, b, c et d représentent des vecteurs quelconques de {\displaystyle \mathbb {R} ^{n}}.

### Conventions d'écriture
Dans cet article, les conventions suivantes sont utilisées; à noter que la position (levée ou abaissée) des indices n'a pas, ici, beaucoup d'importance étant donné que l'on travaille dans un contexte euclidien. Cela permet néanmoins de retrouver plus directement les couplages (un indice supérieur s'associant avec un indice inférieur).

#### Produit scalaire
Le produit scalaire de deux vecteurs a et b est noté
{\displaystyle \mathbf {a} \cdot \mathbf {b} }
En  convention de sommation d'Einstein cela s'écrit :
{\displaystyle \mathbf {a} \cdot \mathbf {b} =a_{i}b^{i}=a^{i}b_{i}}

#### Produit vectoriel
Le produit vectoriel de deux vecteurs a et b est noté 
{\displaystyle \mathbf {a} \times \mathbf {b} }
En  convention de sommation d'Einstein cela s'écrit :
{\displaystyle (\mathbf {a} \times \mathbf {b} )_{i}={\epsilon _{i}}^{jk}a_{j}b_{k}}

#### Symbole de Levi-Civita
Une identité revenant souvent dans les démonstrations utilisant la convention de sommation d'Einstein est la suivante :
{\displaystyle {\epsilon _{ij}}^{k}{\epsilon _{k}}^{lm}=\delta _{i}^{l}\delta _{j}^{m}-\delta _{i}^{m}\delta _{j}^{l}}
Avec {\displaystyle \delta } le symbole de Kronecker et {\displaystyle \epsilon } le symbole de Levi-Civita.

### Triples produits
On a le résultat suivant sur le produit mixte :
- {\displaystyle \mathbf {a} \cdot (\mathbf {b} \times \mathbf {c} )=\mathbf {b} \cdot (\mathbf {c} \times \mathbf {a} )=\mathbf {c} \cdot (\mathbf {a} \times \mathbf {b} )}

- L'identité du double produit vectoriel :

{\displaystyle \mathbf {a} \times (\mathbf {b} \times \mathbf {c} )=(\mathbf {c} \times \mathbf {b} )\times \mathbf {a} =\mathbf {b} (\mathbf {a} \cdot \mathbf {c} )-\mathbf {c} (\mathbf {a} \cdot \mathbf {b} )}
La première égalité découle des propriétés du produit vectoriel : {\displaystyle (\mathbf {a} \times \mathbf {b} )=-(\mathbf {b} \times \mathbf {a} )}. La seconde est démontrée ci-dessous.

### Autres produits
L'identité de Binet-Cauchy :
{\displaystyle (\mathbf {a} \times \mathbf {b} )\cdot (\mathbf {c} \times \mathbf {d} )=(\mathbf {a} \cdot \mathbf {c} )(\mathbf {b} \cdot \mathbf {d} )-(\mathbf {a} \cdot \mathbf {d} )(\mathbf {b} \cdot \mathbf {c} )}
à noter que l'on retrouve l'identité de Lagrange si a=c et si b=d.

## Opérateurs
Cette section fournit une liste explicite de la signification des symboles utilisés pour plus de clarté. 

### Divergence

#### Divergence d'un champ vectoriel
Pour un champ vectoriel {\displaystyle \mathbf {V} }, on écrit généralement la divergence comme suit :
{\displaystyle \operatorname {\mathbf {div} } (\mathbf {V} )=\nabla \cdot \mathbf {V} }
C'est un champ scalaire.
En convention de sommation d'Einstein la divergence d'un champ vectoriel s'écrit :
{\displaystyle \nabla \cdot \mathbf {V} =\partial _{i}V^{i}}

#### Divergence d'un tenseur
Pour un tenseur {\textstyle \mathbf {\mathfrak {T}} } , on écrit généralement la divergence comme suit :
{\displaystyle \operatorname {\mathbf {div} } (\mathbf {\mathfrak {T}} )=\nabla \cdot \mathbf {\mathfrak {T}} }
Comme la divergence réduit de 1 l'ordre du tenseur, si {\textstyle \mathbf {\mathfrak {T}} } est d'ordre 2, on aurait un vecteur qui est un tenseur d'ordre 1.

### Rotationnel
Pour un champ de vecteurs {\displaystyle \mathbf {V} }, on écrit généralement le rotationnel comme suit :
{\displaystyle \operatorname {\mathbf {rot} } (\mathbf {V} )=\nabla \times \mathbf {V} }
C'est également un champ de vecteurs.
En convention de sommation d'Einstein le rotationnel d'un champ vectoriel s'écrit :
{\displaystyle (\nabla \times \mathbf {V} )_{i}={\epsilon _{i}}^{jk}\partial _{j}V_{k}}

### Gradient

#### Gradient d'un champ vectoriel
Pour un champ de vecteurs {\displaystyle \mathbf {V} }, on écrit généralement le gradient comme suit :
{\displaystyle \operatorname {\mathbf {grad} } (\mathbf {V} )=\nabla \mathbf {V} }
C'est un tenseur.

#### Gradient d'un champ scalaire
Pour un champ scalaire {\displaystyle \psi }, on écrit généralement le gradient comme suit :
{\displaystyle \operatorname {\mathbf {grad} } (\psi )=\nabla \psi }
C'est un champ de vecteurs.
En convention de sommation d'Einstein le gradient d'un champ scalaire s'écrit :
{\displaystyle (\nabla \psi )_{i}=\partial _{i}\psi }

## Combinaisons d'opérateurs

Diagramme des principales relations entre opérateurs.

### Rotationnel du gradient
Le rotationnel du gradient de n'importe quel champ scalaire {\displaystyle \psi } est toujours nul :
{\displaystyle \nabla \times (\nabla \psi )=\mathbf {0} }

### Divergence du rotationnel
La divergence du rotationnel de n'importe quel champ de vecteurs {\displaystyle \mathbf {V} } est toujours nulle :
{\displaystyle \nabla \cdot (\nabla \times \mathbf {V} )=0}

### Laplacien

#### Laplacien d'un champ scalaire
Le laplacien d'un champ scalaire {\displaystyle \psi } est défini comme la divergence du gradient :
{\displaystyle \nabla \cdot (\nabla \psi )=\nabla ^{2}\psi }
C'est un champ scalaire.
En convention de sommation d'Einstein, le Laplacien d'un champ scalaire se note comme suit :
{\displaystyle \nabla ^{2}\psi =\partial _{i}\partial ^{i}\psi }

#### Laplacien d'un champ vectoriel
Le laplacien vectoriel d'un champ de vecteurs est le champ de vecteurs dont les composantes sont les laplaciens des composantes. 
En convention de sommation d'Einstein cela se note :
{\displaystyle (\nabla ^{2}\mathbf {V} )_{i}=\nabla ^{2}(V_{i})=\partial _{j}\partial ^{j}(V_{i})}

### Rotationnel du rotationnel
Le rotationnel du rotationnel d'un champ de vecteurs {\displaystyle \mathbf {V} } est donné par :
{\displaystyle \nabla \times (\nabla \times \mathbf {V} )=\nabla (\nabla \cdot \mathbf {V} )-\nabla ^{2}\mathbf {V} }

### Produit vectoriel du champ par son rotationnel
Le produit vectoriel du champ {\displaystyle \mathbf {V} } par son rotationnel est donné par :
{\displaystyle \mathbf {V} \times (\nabla \times \mathbf {V} )=\nabla \left({\frac {\mathbf {V} ^{2}}{2}}\right)-(\mathbf {V} \cdot \mathbf {\nabla } )\mathbf {V} }

## Autres identités impliquant des opérateurs
Dans cette section, {\displaystyle \psi } et {\displaystyle \phi } représentent des champs scalaires, {\displaystyle \mathbf {V} ,\mathbf {A} } et {\displaystyle \mathbf {B} } représentent des champs vectoriels.
- {\displaystyle \nabla (\psi \phi )=(\nabla \psi )\phi +(\nabla \phi )\psi }

Cette relation découle immédiatement de la  règle du produit.
- {\displaystyle \nabla \cdot (\psi \mathbf {V} )=(\nabla \psi )\cdot \mathbf {V} +(\nabla \cdot \mathbf {V} )\psi }

- {\displaystyle \nabla \times (\psi \mathbf {V} )=(\nabla \psi )\times \mathbf {V} +(\nabla \times \mathbf {V} )\psi }

### Gradient d'un produit scalaire
- {\displaystyle \nabla (\mathbf {A} \cdot \mathbf {B} )=(\mathbf {A} \cdot \nabla )\mathbf {B} +(\mathbf {B} \cdot \nabla )\mathbf {A} +\mathbf {A} \times (\nabla \times \mathbf {B} )+\mathbf {B} \times (\nabla \times \mathbf {A} )}

### Divergence d'un produit vectoriel
- {\displaystyle \nabla \cdot (\mathbf {A} \times \mathbf {B} )=(\nabla \times \mathbf {A} )\cdot \mathbf {B} -\mathbf {A} \cdot (\nabla \times \mathbf {B} )}

### Rotationnel d'un produit vectoriel
- {\displaystyle \nabla \times (\mathbf {A} \times \mathbf {B} )=(\nabla \cdot \mathbf {B} )\mathbf {A} -(\nabla \cdot \mathbf {A} )\mathbf {B} +(\mathbf {B} \cdot \nabla )\mathbf {A} -(\mathbf {A} \cdot \nabla )\mathbf {B} }